# Tobias Solberg
Robert Tobias Solberg (* 17. Mai 1981 in Karlskoga) ist ein ehemaliger schwedischer Fußballspieler und derzeitiger -trainer. Er ist seit 1998 ununterbrochen vertraglich an Degerfors IF gebunden.

## Sportlicher Werdegang
Solberg wechselte 1998 von seinem Jugendklub KB Karlskoga zum Degerfors IF, der aus der Allsvenskan abgestiegen war. Hier stand er in der Folge 20 Jahre als Spieler unter Vertrag und erlebte zu der Zeit Höhen und Tiefen mit dem Klub. Bei der Einführung der Superettan als neuer zweithöchster Spielklasse nach der Zweitligasaison 1999 verpasste er mit dem Klub die Qualifikation und trat zunächst drittklassig an, ehe die Mannschaft 2004 den Wiederaufstieg schaffte. Am Ende der Zweitligasaison 2008 stieg er mit dem Klub als Tabellenschlusslicht wieder ab, schaffte aber als Staffelsieger in der Drittligasaison 2009 den direkten Wiederaufstieg. In den folgenden Jahren war er Stammspieler, als sich die Mannschaft auf dem zweiten Spielniveau etablierte. Nach 435 Spieleinsätzen für den Klub beendete er als Rekordspieler am Ende der Zweitliga-Saison 2017, in der er nur noch einen Einsatz als Einwechselspieler in der Liga verzeichnen konnte, seine aktive Laufbahn.
Bereits während seiner letzten Spielzeit hatte Solberg als Trainerassistent Cheftrainer Stefan Jacobsson unterstützt, nach dem Karriereende verblieb er in dessen Trainerstab. Als dieser nach der Zweitliga-Saison 2019 zum Göteborger Ligakonkurrenten GAIS wechselte, rückte er als Teil eines Trainerduos gemeinsam mit Andreas Holmberg auf den Cheftrainersessel auf. Als Vizemeister der Spielzeit 2020 hinter Halmstads BK führten die beiden den Klub zurück in die Allsvenskan. Dort erreichte die Mannschaft zweimal den letzten Nichtabstiegsplatz, ehe am Ende der Spielzeit 2023 nur ein Abstiegsplatz belegt wurde. Anschließend wurde mit William Lundin ein neuer Cheftrainer verpflichtet, Solberg wechselte an die Spitze der Nachwuchsakademie des Klubs und übernahm parallel das Traineramt bei der U-19-Mannschaft des Klubs. Mitte Juni 2025 trennte sich der Klub nach Spannungen zwischen Mannschaft, sportlicher Führung und Trainer von Lundin, unter dem der Klub den direkten Wiederaufstieg in die Allsvenskan geschafft hatte. In der Folge übernahm Solberg als Interimstrainer wieder die Verantwortung für die Wettkampfmannschaft des Vereins.